# 日系パラオ人
日系パラオ人（にっけいパラオじん、英語: Japanese Palauans）とは日本人の血を引いたパラオの市民である。なお現在、全人口の25％にあたる約5,000人のパラオ人は日本人の血を引いているとされる。(2005年の統計)

## 歴史
日本は第一次世界大戦中の1914年にドイツ領パラオを占領し、1920年12月17日に国際連盟理事会は南洋群島の委任統治を日本に与えることを決定したである。1922年3月30日勅令第107号「南洋庁官制」により、翌4月1日にコロール島に南洋庁本庁が設置されたである。
1938年には日本人（15,669人）がパラオ先住民（6,377人）を上回ったとされる。1945年の第二次世界大戦敗戦後、パラオに住んでいた日本人は速やかに復員し、その後数十年間は訪問が制限された。ただし、戦後に残留した日系パラオ人はインタビューシリーズ等で紹介されており、政治や教育、文化分野で世代を超えて活躍している。

## 著名な日系人

### 大統領
- クニオ・ナカムラ (Kuniwo Nakamura)･･･第5代パラオ大統領
- ハルオ・レメリク (Haruo Ignacio Remeliik)･･･初代パラオ大統領
- トーマス・レメンゲサウ・シニア (Thomas Remengesau Sr.)･･･第4代パラオ大統領
- トーマス・レメンゲサウ・ジュニア (Thomas Remengesau Jr.)･･･第7代、第9代パラオ大統領

### その他
- サンティ・アサヌマ（英語版） (Santy Asanuma)･･･国会議員
- ミノル・ウエキ (Minoru Ueki)･･･厚生大臣、第4代駐日大使
- ハーシー・キョータ（英語版） (Hersey Kyota)･･･政治家、第2代駐米大使
- ジョシュア・コシバ（英語版） (Joshua Koshiba)･･･国会議員
- ペオリア・コシバ (Peoria Koshiba)･･･オリンピック陸上競技選手
- ピーター・スギヤマ（英語版） (Peter Sugiyama)･･･国会議員
- エリアス・カムセク・チン（英語版） (Elias Camsek Chin)･･･政治家、日系と中国系の血を引く。
- フランシス・マツタロウ (Francis Matsutaro)･･･パラオ地域短期大学（PCC）学長、第5代駐日大使
- ユリ・ホセイ（Yuri Hosei）･･･2024年パリオリンピックの競泳競技パラオ代表[9]

## アイデンティティと現代社会における役割

### 政治的影響力とリーダーシップの背景
日系パラオ人がパラオの政治において際立った影響力を持つ背景には、歴史的な要因が複合的に作用している。第一に、日本統治時代に提供された近代的教育が挙げられる。公学校で日本語の読み書きや行政実務を学んだ日系パラオ人は、戦後のアメリカ信託統治領時代、そして独立後の国家建設において不可欠な人材となったとされる。第二に、戦前の日本人移民とパラオの伝統的指導者層との婚姻関係である。多くの日本商人が首長の娘と結婚し、両文化に精通する有力家系を形成した。第三に、第二次世界大戦後の権力構造の変化である。敗戦後の引揚げにより生じた行政の空白を、一部の残留日系パラオ人が埋め、アメリカ統治当局との橋渡し役として政治的リーダーシップを確立した。

### 日本とパラオの「架け橋」として
日系パラオ人コミュニティは、日本とパラオの良好な二国間関係において「生きた架け橋」の役割を果たしている。日本政府やJICA、笹川平和財団などによる支援は、日系人リーダーとの連携の下で効果的に実施されている。

### 現代のアイデンティティ
現代の日系パラオ人のアイデンティティは「パラオ人」を基礎に、日本のルーツが自然に統合された多層的なものである。政府の国勢調査では「日系パラオ人」という独立したカテゴリーは設けられておらず、民族別統計にも日本人系は「アジア系」の一部として集計されている。
また、パラオ国旗の大きな黄金の月が日本の日章旗を思わせるデザインであることは、一般に相互理解と友好の象徴とされるが、公式には「満月は平和と調和の象徴」と位置付けられている。

## 脚註
1. ↑  松島, 泰勝 (2003). “パラオにおける観光開発と女性”. 国立民族学博物館調査報告 (国立民族学博物館) 37:  111–126 2025年7月17日閲覧。.
2. ↑  Foundation for Advanced Studies in International Development (Japan) Archived 2011年7月22日, at the Wayback Machine., Kimio Fujita, October 7, 2005
3. ↑  “レメンゲサウ大統領単独インタビュー：「日本とパラオは兄弟関係、私には日本人の血が流れている」”. ニッポンドットコム 2018年2月10日閲覧。
4. ↑  “Pacific Islands – Colonial rule after World War I”.   Encyclopædia Britannica. 2025年7月17日閲覧。
5. ↑  “Status Report: Mandate for the Administration of the German Possessions in the Pacific Ocean Situated South of the Equator other than German Samoa and Nauru”.   University of the South Pacific PacLII (1920年12月17日). 2025年7月17日閲覧。
6. ↑  “南洋庁”.   アジア歴史資料センター. 2025年7月17日閲覧。
7. 1 2 3  Mita, Maki (2009). “Palauan Children under Japanese Rule”. Senri Ethnological Reports (国立民族学博物館) 87 2025年7月17日閲覧。.
8. ↑  在パラオ日本国大使館. “インタビューシリーズ～パラオの日系人～”.   在パラオ日本国大使館. 2025年7月17日閲覧。
9. ↑  「ひと パリ五輪にパラオ代表として出場 美しい海原で鍛えた泳ぎを発揮」『上智大学通信』第478号、上智学院総務局広報グループ、2024年8月5日、4頁、2024年8月12日閲覧。
10. 1 2  “Bilateral Relations”.   Embassy of Japan in the Republic of Palau. 2025年7月17日閲覧。
11. ↑  Peattie, Mark R. (1988). Nan’yō: The Rise and Fall of the Japanese in Micronesia, 1885–1945. University Press of Hawaii. p. 349
12. ↑   パラオ共和国 案件別外部評価報告書. JICA. (2021) 2025年7月17日閲覧。.
13. ↑  “Palau People 2024”.   CIA World Factbook (via Theodora.com). 2025年7月17日閲覧。
14. ↑  “Ethnic groups: Palau”.   IndexMundi. 2025年7月17日閲覧。
15. ↑  “flag of Palau”.   Encyclopædia Britannica. 2025年7月17日閲覧。
16. ↑  “The Flag”.   Palau International Ship Registry. 2025年7月17日閲覧。
17. ↑  “Detail – The World Factbook: Flag of Palau”.   CIA World Factbook. 2025年7月17日閲覧。